# Federico Díaz Dulanto
Federico Díaz Dulanto (Lima, 9 de agosto de 1888 - ídem, 7 de diciembre de 1954) fue un marino peruano, ministro de Marina y Aviación (1931 y 1939-1945), de Relaciones Exteriores (1948-1949) y Embajador del Perú en Francia (1950-1954).
En el escalafón de la Marina de Guerra del Perú está considerado como Vicealmirante a su pase al retiro, con los beneficios de acuerdo a Ley n.º 11173 en su Artículo 3, otorgado según Resolución Suprema n.º 380 de fecha 24 de noviembre de 1954 del Ministerio de Marina, firmada por el Señor General de División Presidente Constitucional de la República Manuel A. Odría y el ministro de Marina Vicealmirante Roque A. Saldías.

## Biografía
Hijo de Fidel Díaz Vásquez y Mercedes Dulanto. Estudió en los colegios Labarthe y Nuestra Señora de la O. Ingresó a la Escuela Naval en 1903 y se graduó como guardiamarina en 1906, siendo el primero de su promoción. Viajó a Inglaterra integrando la comisión que trajo a los cruceros Almirante Grau y Coronel Bolognesi, adquisiciones que iniciaban la repotenciación de la marina peruana. Pasó luego a Francia a perfeccionar sus estudios.
De vuelta en el Perú sirvió en el Coronel Bolognesi y participó en las comisiones demarcadoras de límites con Brasil, Bolivia y Chile (1912-1926). Desempeñó diversas comisiones para la Sociedad Geográfica, determinando las posiciones de La Oroya, Huancavelica, Ayacucho y Cusco. Intervino en el trabajo internacional de fijar el polígono de longitudes del mundo.
En 1916 sirvió a bordo del Almirante Grau, del que fue segundo comandante en 1919 y 1921. Fue profesor de balística, material de artillería y explosivos en la Escuela Naval; jefe de la Flotilla de Loreto (1922-1925), donde estableció la Base Naval de Itaya; jefe del Servicio de Hidrografía y Faros (1926-1932); y ministro de Marina y Aviación en la Junta Nacional de Gobierno presidida por David Samanez Ocampo (1931). Luego se retiró del servicio pero volvió al poco tiempo. Comandó el destructor Almirante Guise, recientemente adquirido, trayéndolo desde Estonia (1934).
Fue jefe del Estado Mayor General de Marina, director de la Escuela Naval y ministro de Marina, bajo el primer gobierno de Manuel Prado Ugarteche (1939-1945). Ascendió a contralmirante en 1941. De 1945 a 1947 fue acreditado en los Estados Unidos de América como Comisionado Naval, Jefe de la Comisión de las Fuerzas Armadas del Perú representadas en la Junta Interamericana de Defensa Continental y Jefe de la Misión Naval Peruana con sede en la Embajada del Perú en Washington D. C. En 1948 fue nombrado Presidente del Consejo Superior de Marina. 
Ministro de Relaciones Exteriores en la Junta de Gobierno de Manuel A. Odría (1948-1949). Luego fue Embajador del Perú en Francia (1950-1954).

### Condecoraciones
- Gran cruz de la Orden El Sol del Perú.
- Gran oficial de la Orden El Sol del Perú.
- Gran oficial de la Orden Militar de Ayacucho.
- Gran oficial de la Cruz Peruana al Mérito Naval.
- Cruz Peruana de Aviación de  Primera Clase.
- Medalla de plata conmemorativa del Primer Centenario de la Independencia de la República del Perú.
- Medalla de plata conmemorativa del Centenario de la Batalla de Ayacucho.
- Legión del mérito de los Estados Unidos.
- Medalla especial de la Junta Interamericana de Defensa Continental.
- Gran cruz de la Orden Cruzeiro do Sul de los Estados Unidos de Brasil.
- Gran cruz de la Orden al Mérito de la República de Chile.
- Gran oficial al Mérito Naval de la República de Chile.
- Placa al Mérito Naval de España.
- Gran cruz de la Orden Vasco Núñez de Balboa de la República de Panamá.
- Gran oficial de la Orden del Libertador de los Estados Unidos de Venezuela.
- Cruz de segunda clase al Mérito Naval de España.
- Comendador de la Orden Real de Vasa de Suecia.
- Comendador de la Orden de la Corona de Italia.
- Cruz al Mérito Naval de Cuba.
- Gran oficial de la Legión de Honor de Francia.
- Gran cruz de la Orden de Isabel la Católica de España
- Medalla Conmemorativa a la Campaña Perú y Bolivia.